# Costus pictus
Costus pictus är en enhjärtbladig växtart som beskrevs av David Don. Costus pictus ingår i släktet Costus och familjen Costaceae. Inga underarter finns listade.

## Bildgalleri

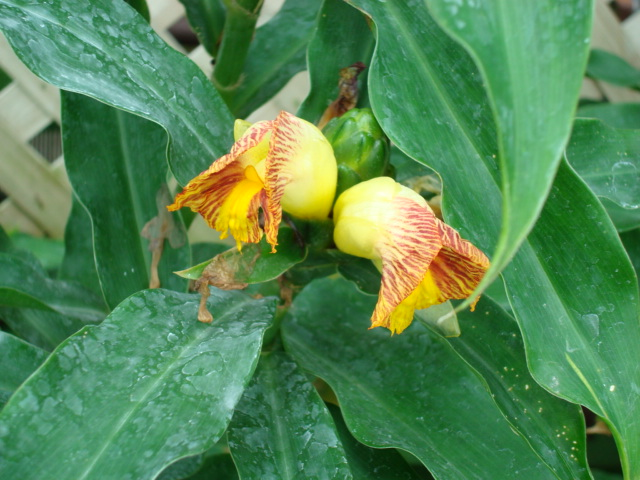